# مانت-اژولی
شهر مانت-اژولی (به فرانسوی: Mantes-la-Jolie) در شهرستان ایولین در ناحیه ایل-دو-فرانس با جمعیت ۴۱٬۹۳۰ نفر در کشور فرانسه واقع شده‌است